# Villa Altieri

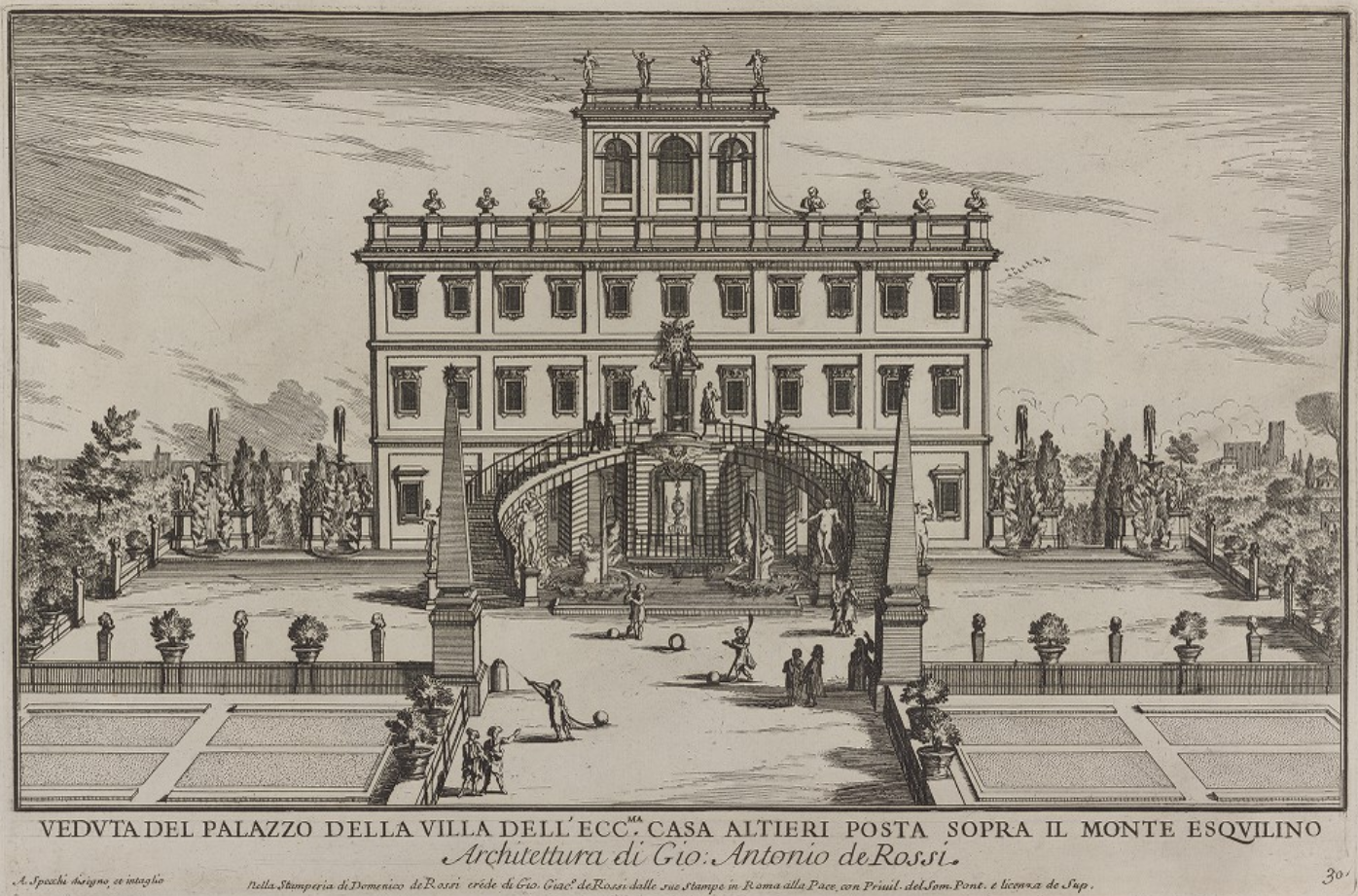
Gravura de Alessandro Specchi (1699).

Villa Altieri é uma villa localizada num quarteirão delimitado pela Via Emanuele Filiberto, a Via Statilia e a Viale Alessandro Manzoni, onde está a entrada principal (nº 47), no rione Esquilino de Roma.

## História e descrição
Esta villa foi construída por volta de 1660 como residência de férias para o cardeal Paluzzo Albertoni Altieri por Giovanni Antonio De Rossi, autor também do Palazzo Altieri, na vinha que a família possuía no monte Esquilino. Além dos dois palácios em Roma, os Altieri eram também proprietários de um terceiro em Oriolo Romano, um de seus feudos. De Rossi era um contemporâneo de Gian Lorenzo Bernini que introduziu elementos naturalísticos (rochas) no projeto de palácios, como se vê no Palazzo Montecitorio. A propriedade tinha um formato triangular e era atravessado pela estrada reta que ligava o palácio à praça semicircular de entrada localizada na Via Felice, assim chamada por causa do nome de batismo do papa Sisto V, Felice Perretti, que determinou a sua abertura para ligar a igrejas de Trinità dei Monti e Santa Croce in Gerusalemme. Depois da captura de Roma (1870), a via foi fracionada nas atuais Via Sistina, Via delle Quattro Fontante, Via Agostino Depretis, Via Carlo Alberto, Via Conte Verde e Via di S. Croce in Gerusalemme. É neste último trecho que ficava a entrada para a Villa Altieri.

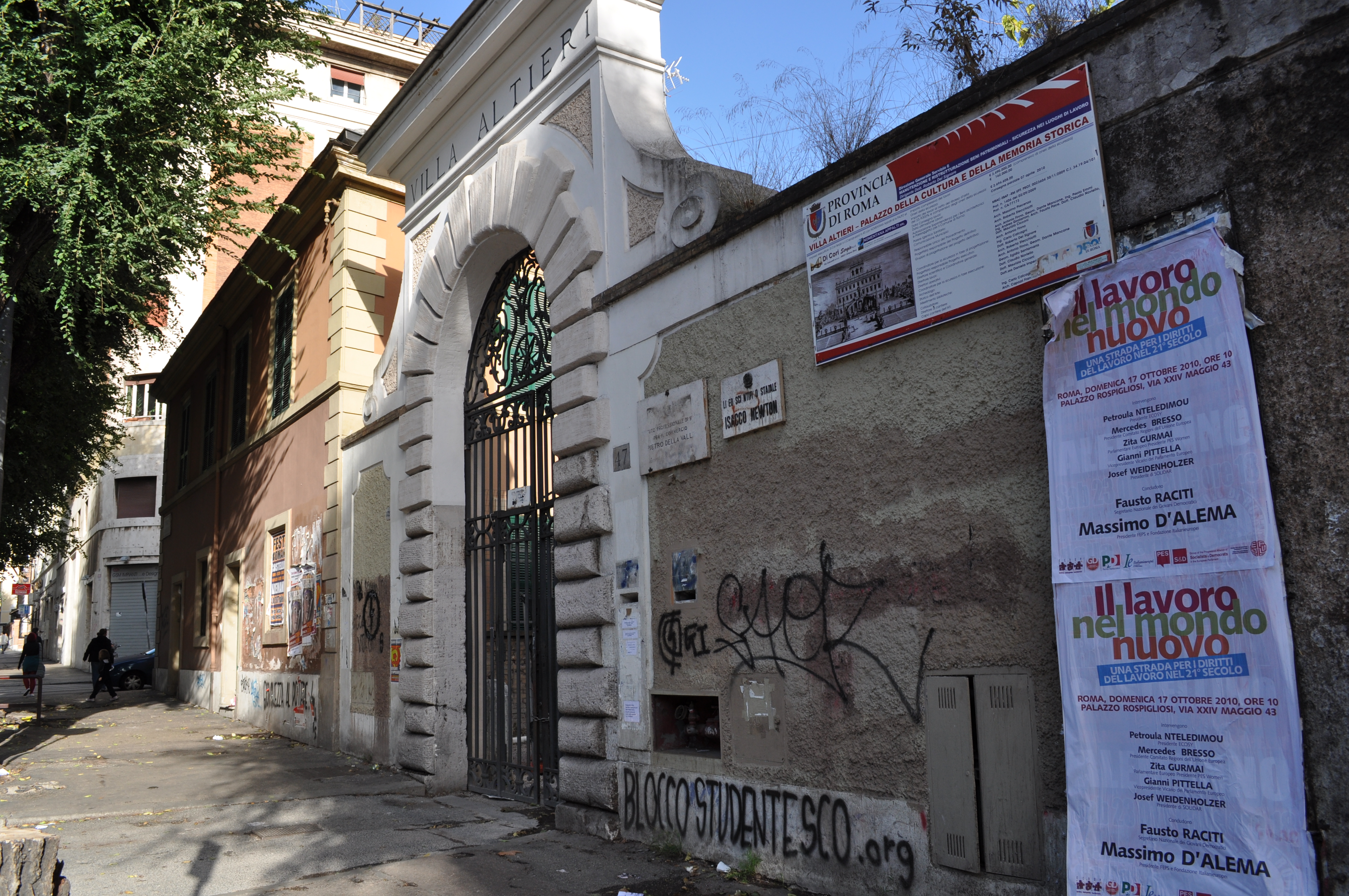
O degradado portal de entrada na Viale Alessandro Malzoni.

A estrutura original do edifício era caracterizada por uma grande escada com duas rampas semicirculares, ainda existente, que incluía uma fonte afixada na parede com dois golfinhos e dois tritões que jorravam água. Estas rampas terminavam em uma lógia com uma porta-janela encimada por um grande brasão da família Altieri e ao centro da qual estava uma pequena fonte, roubada em 1990, da qual resta somente a bacia inferior oval e o suporte central canelado. As rampas eram também decoradas com estátuas, hoje perdidas. Atrás da fonte dos golfinhos está ainda hoje o pórtico criado pela projeção do pequeno terraço logo acima, a partir do qual se podia, na época, admirar o jardim em frente no qual ficava uma fonte circular, também perdida.

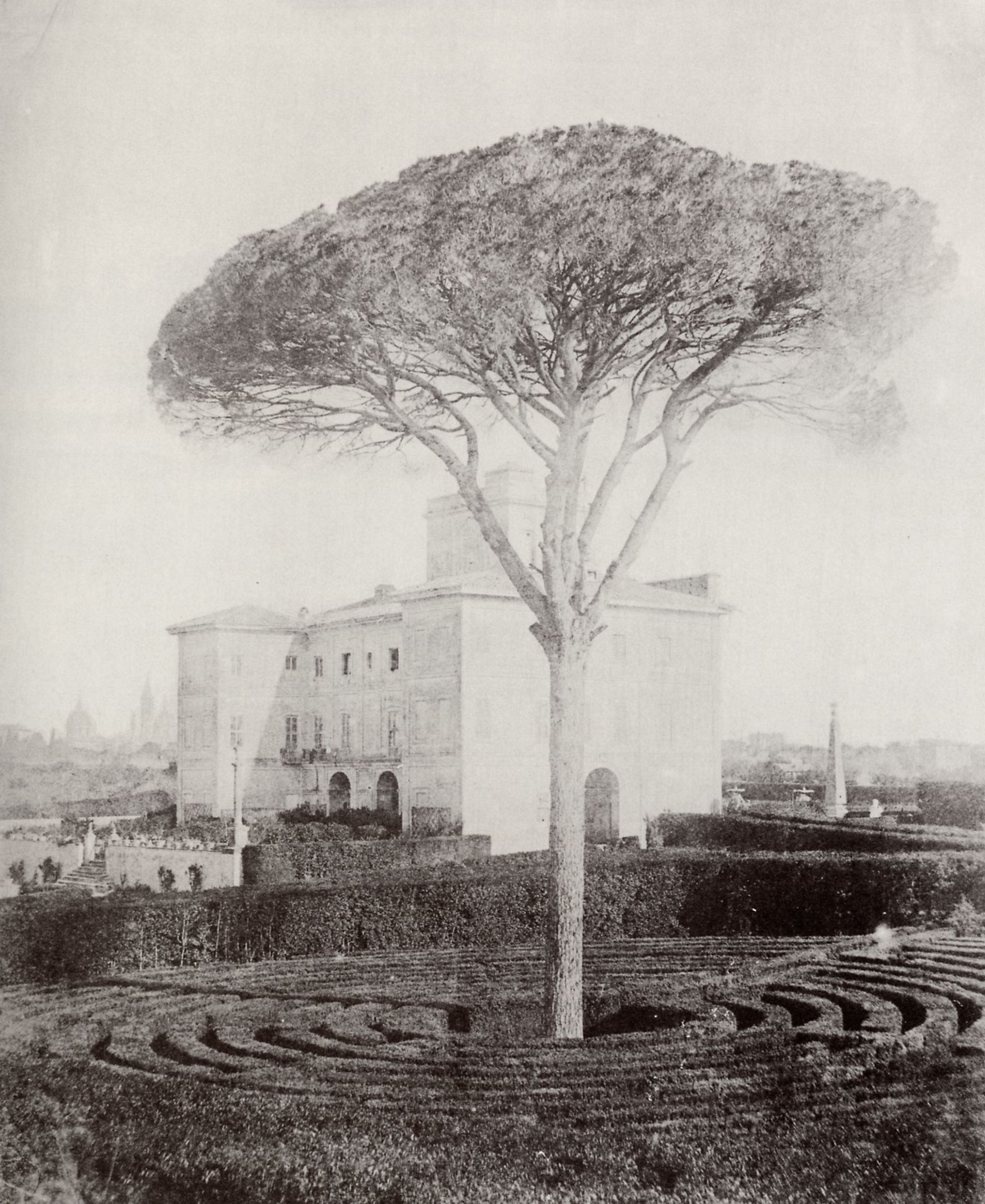
Fotografia da propriedade em 1852, incluindo o famoso labirinto, destruído para abrir espaço para construções modernas.

A fachada de trás dava para um terraço de onde se descia para um segundo que, através de escadas laterais, levava a um vasto parque, enfeitado com estátuas, fontes de água e o famoso e sugestivo labirinto circular de sebes em formato de caixa com um pinheiro no centro, mais tarde completamente suplantado pelos edifícios circundantes. Também o pequeno palacete sofreu com inúmeras modificações, dentro e fora, sendo a mais evidente a construção de um ático criando um novo piso que alterou o equilíbrio e as proporções da fachada. O pátio interno teve seu formato alterado, a fonte no centro da escadaria de entrada foi reduzida e quase todas as decorações esculturais foram removidas ou danificadas. Contudo, a perda maior provavelmente foi a destruição das pinturas provenientes do "Sepulcro dos Nasões" (em italiano:  Tomba dei Nasoni), descoberto em 1674 e escavado em 1764 na Via Flaminia, perto da Isola Farnese, que eram da época de Marco Aurélio. Estas pinturas rapidamente se deterioraram, mas cópias foram desenhadas e descritas por Gian Pietro Bellori, curador de antiguidades do papa Clemente X e mais conhecido como historiador da arte. Algumas delas, já muito restauradas, foram vendidas ao Museu Britânico.
No lado direito da fachada há dois arcos de pedra falsos com duas pequenas bacias: cada lado dos arcos estava decorado com estátuas das quais pouco restou. Hoje o acesso à vila se dá a partir do belo portal de cantaria localizado na Viale Alessandro Manzoni, adornado ainda hoje com uma grande inscrição na arquitrave ("VILLA ALTIERI"). Numerosas foram as mudanças de propriedade desde a época do papa Pio IX (r. 1846-1878), quando a villa pertencia ao monsenhor Francesco Saverio De Merode (1862-1873). Depois, por um curto período, a villa foi utilizada como prisão feminina e em seguida passou para as irmãs de Santa Doroteia (Suore maestre di Santa Dorotea), proprietárias entre 1897 e 1933, e depois para o Istituto Figlie di Nostra Signora del Monte Calvario. Finalmente, foi propriedade dos Scarano, dos marqueses de Villefranche até acabar como sede de escolas: atualmente abriga o Istituto Professionale di Stato "Teresa Confalonieri" e o Liceo Scientifico Statale "Isacco Newton".